# Atractus francoi
Atractus francoi là một loài rắn trong họ Colubridae. Loài này được Passos, Fernandes, Bérnils & Moura-Leite mô tả khoa học đầu tiên năm 2010.